# Joshua Redman
Joshua Redman (ur. 1 lutego 1969 w Berkeley, Kalifornia) – amerykański saksofonista jazzowy.
Ukończył studia na uniwersytecie Harvarda na kierunku nauk społecznych. Drogę do kariery otworzyła mu wygrana w Międzynarodowym Jazzowym Konkursie Saksofonowym im. Theloniousa Monka w 1991 roku. Wtedy zaczął grać ze sławami jazzu i wygrywać ankiety czytelników sławnych magazynów muzycznych – Jazz Time, Rolling Stone czy Down Beat. Początkowo współpracował z ojcem – znanym saksofonistą Deweyem Redmanem – a w 1993 roku nagrał swoją pierwszą płytę.
17 lutego 2011, w mieszczącym się w bielskiej galerii Sfera klubie Klimat, dał wraz z Reubenem Rogersem (kontrabas) i Gregory Hutchinsonem (perkusja) koncert w ramach Bielskiej Zadymki Jazzowej 2011. 18 listopada 2012 wystąpił w Jazz Clubie pod Filarami w Gorzowie Wielkopolskim wraz z projektem James Farm.

## Dyskografia
- Joshua Redman (1993)
- Wish (1993)
- Moodswing (1994)
- Joshua Redman Captured live (1994)
- Spirit of the Moment – Live at Village Vanguard (1995)
- Freedom In The Groove (1996)
- Timeless Tales (for Changing Times) (1998)
- Beyond (2000)
- Passage Of Time (2001)
- Elastic (2002)
- Momentum (2005)
- Back East (2007)
- Compass (2009)
- Walking Shadows (2013)
- City Folk (2014)
- The Bad Plus JoshuaRedman (2015)
- Nearness (2016)
- Stiss Deaming (feat. Ron Miles, Scott Colley & Brian Blade) (2018)
- Come What May (2019)
- Sun on Sand (with Scott Colley & Satoshi Takeishi) (2019)
- RoundAgain (2020)
- LongGone (2022)